# Resolutie 907 Veiligheidsraad Verenigde Naties
Resolutie 907 van de Veiligheidsraad van de Verenigde Naties werd op 29 maart 1994 unaniem aangenomen.

## Achtergrond
Begin jaren 70 was het tot een conflict gekomen tussen Spanje, Marokko, Mauritanië en de Westelijke Sahara zelf over de Westelijke Sahara, een gebied dat tot dan toe in Spaanse handen was. Marokko legitimeerde zijn aanspraak op basis van historische banden met het gebied. Nadat Spanje het gebied opgaf, bezette Marokko er twee derde van. Het land bleef in conflict met Polisario, dat met steun van Algerije de onafhankelijkheid bleef nastreven. 
Begin jaren 90 kwam er een plan op tafel om de bevolking van de Westelijke Sahara via een volksraadpleging zelf te laten beslissen over de toekomst van het land. Het was de taak van de VN-missie
MINURSO om dat referendum in de steigers te zetten. Het plan strandde later echter door aanhoudende onenigheid tussen de beide partijen, waardoor
ook de missie nog steeds ter plaatse bleef.

## Inhoud

### Waarnemingen
De Veiligheidsraad waardeerde de inspanningen van secretaris-generaal Boutros Boutros-Ghali
en diens speciale vertegenwoordiger om het plan in verband met de Westelijke Sahara uit te voeren en problemen
aan te pakken. De secretaris-generaal bepaalde de instructies voor het bekijken van de aanvragen voor deelname aan
de volksraadpleging.

### Handelingen
De Veiligheidsraad verwelkomde het voorstel van de secretaris-generaal over de interpretatie en toepassing van de
criteria voor stemrecht bij de volksraadpleging over zelfbeschikking voor de
Westelijke Sahara. Er was ook bezorgdheid over moeilijkheden en vertragingen in het werk van de
Identificatiecommissie. 
De analyse van alle aanvragen van die commissie moest afgerond worden en tegen
30 juni moest een begin worden gemaakt met het registreren van de kiezers. De secretaris-generaal werd gevraagd
tegen 15 juli te rapporteren over het werk van de commissie en de uitvoering van het plan. 
Iedereen moest
zich strikt houden aan het tijdsschema met het oog op de volksraadpleging tegen eind 1994. Mocht dat doel niet
gehaald worden, dan de zou de MINURSO-missie
herzien worden. De secretaris-generaal werd nog gevraagd aanpassingen aan de rol en de sterkte van die missie voor
te stellen.

## Verwante resoluties
- Resolutie 725 Veiligheidsraad Verenigde Naties (1991)
- Resolutie 809 Veiligheidsraad Verenigde Naties (1993)
- Resolutie 973 Veiligheidsraad Verenigde Naties (1995)
- Resolutie 995 Veiligheidsraad Verenigde Naties (1995)

Lijst ·  893 ·  894 ·  895 ·  896 ·  897 ·  898 ·  899 ·  900 ·  901 ·  902 ·  903 ·  904 ·  905 ·  906 ·  907 ·  908 ·  909 ·  910 ·  911 ·  912 ·  913 ·  914 ·  915 ·  916 ·  917 ·  918 ·  919 ·  920 ·  921 ·  922 ·  923 ·  924 ·  925 ·  926 ·  927 ·  928 ·  929 ·  930 ·  931 ·  932 ·  933 ·  934 ·  935 ·  936 ·  937 ·  938 ·  939 ·  940 ·  941 ·  942 ·  943 ·  944 ·  945 ·  946 ·  947 ·  948 ·  949 ·  950 ·  951 ·  952 ·  953 ·  954 ·  955 ·  956 ·  957 ·  958 ·  959 ·  960 ·  961 ·  962 ·  963 ·  964 ·  965 ·  966 ·  967 ·  968 ·  969